# Anhidridă maleică
Anhidrida maleică este un compus organic cu formula C2H2(CO)2O. Este anhidrida acidă a acidului maleic. Este un solid alb sau incolor cu un miros neplăcut. Este produsă pe scară largă în industrie, având aplicații în polimeri.  Reacționează cu apa formând acid maleic.